# Gammel Haderslev Sogn
Gammel Haderslev Sogn er et sogn i Haderslev Domprovsti (Haderslev Stift).
Gammel Haderslev Sogn hørte til Haderslev Herred i Haderslev Amt. I 1910 blev en del af sognet overført til Haderslev by. I 1966 blev resten af Gammel Haderslev sognekommune indlemmet i Haderslev Købstad, som ved kommunalreformen i 1970 blev kernen i Haderslev Kommune.
I Gammel Haderslev Sogn ligger Sankt Severin Kirke.
I sognet findes følgende autoriserede stednavne:
- Ejsbøl (bebyggelse)
- Erlev (bebyggelse, ejerlav)
- Fredsted (bebyggelse, ejerlav)
- Gammel Haderslev (ejerlav)
- Haderslev Dam (ejerlav, vandareal)
- Hørregård (landbrugsejendom)
- Langkær (bebyggelse)
- Oksbøl (bebyggelse)
- Skallebæk (bebyggelse, vandareal)
- Skøttesminde (landbrugsejendom)
- Stokkerhoved (bebyggelse)

## Afstemningsresultat
Folkeafstemningen ved Genforeningen i 1920 gav i Gammel Haderslev Sogn 196 stemmer for Danmark, 11 for Tyskland. Af vælgerne var 55 tilrejst fra Danmark, 11 fra Tyskland. 